# Perrier
«Perrier» (читается Перье́) — французский бренд минеральной воды класса премиум, разливаемой из источников в окрестностях города Вержеза на юге Франции в департаменте Гар. С 1992 года бренд принадлежит швейцарской компании Nestle. Разливается в специфические бутылки зеленого цвета, ёмкостью 200 мл, 330 мл, 500 мл, 750 мл и 1 литр.

## История
Источник (фр. Les Bouillens), находящийся на расстоянии 15 километров от города Нима, был известен целебными свойствами воды со времён Римской империи. В 1903 году местный доктор Луи Перье (фр. Louis Perrier) приобрёл источник и стал продавать минеральную воду под брендом Perrier.
Позже источник был продан британскому магнату Джону Хармсворту, который сосредоточил усилия на продвижении воды Perrier в Великобритании, процесс вхождения бренда на новый рынок совпал с волной веяния моды на всё французское внутри Британии. В настоящий момент 95 % продаж минеральной воды Perrier приходятся на США и Великобританию.

## Минеральный состав воды
- Кальций — 155 мг/л
- Магний — 6,8 мг/л
- Натрий — 11,8 мг/л
- Хлориды — 25 мг/л
- Сульфаты — 46,1 мг/л
- Гидрокарбонаты — 445 мг/л